# Lúcio Asínio Polião Verrugoso
Lúcio Asínio Polião Verrugoso (em latim: Lucius Asinius Pollio Verrucosus) foi um senador romano eleito cônsul em 81 com Lúcio Flávio Silva. Foi um dos irmãos arvais. Certamente era um descendente do orador, poeta e historiador Caio Asínio Polião, da época de Júlio César.